# Aces (Candamo)
Aces es una parroquia del concejo de Candamo, dentro de la Comarca conocida como Camín Real de la Mesa en el Principado de Asturias (España).
Es un parroquia muy pequeña pues ocupa una extensión de 2,31 km². Albergaba una población de 75 habitantes (INE 2011) en 56 viviendas, pero en menos de una década su población ha decrecido hasta tan sólo 59 habitantes en 2019, lo que nos da una clara visión real de la sangría permanentemente continúa de las entidades rurales en toda España. 
Está situada en el área central del concejo, en la margen izquierda del río Nalón, que la atraviesa de sur a norte y norte-noroeste. Limita al norte con el barrio de Ferreras de la parroquia de San Román; al noreste con la de El Valle, al este con la de Grullos, ambas parroquias en la margen derecha del Nalón, que les sirve como límite geográfico natural; al sur con la de Prahúa; y al oeste con la de San Tirso.
La parroquia está considerada como una de las zonas de Asturias donde la densidad de hórreos es mayor, siendo la mayoría de gran antigüedad con numerosos grabados en las puertas. Por otra parte, alude Prieto Bances al buen número de tejedores que antiguamente había en Aces.
La iglesia parroquial, dedicada al apóstol Santiago el Menor, perteneció a la reina Velasquita quien en 1006 la donó al obispo de Oviedo. Hasta mediados del siglo XIX perduró el antiguo templo de piedra de cantería en la zonas más bajas de la parroquia, muy cerca del actual apeadero de FEVE-Cercanías, pero tras una enorme inundación acaecida sobre el año de 1854, se optó por trasladar el emplazamiento del mismo hasta su actual ubicación en la parte más alta del poblado. De este modo, aunque su construcción es del aludido siglo, fue totalmente reconstruido tras ser incendiado, después de la guerra civil española.

## Localización
| Noroeste:San Román | Norte: San Román | Noreste: El Valle |
| Oeste: San Tirso   |                  | Este: Grullos     |
| Suroeste: Prahúa   | Sur: Prahúa      | Sureste: Grullos  |

## Poblaciones

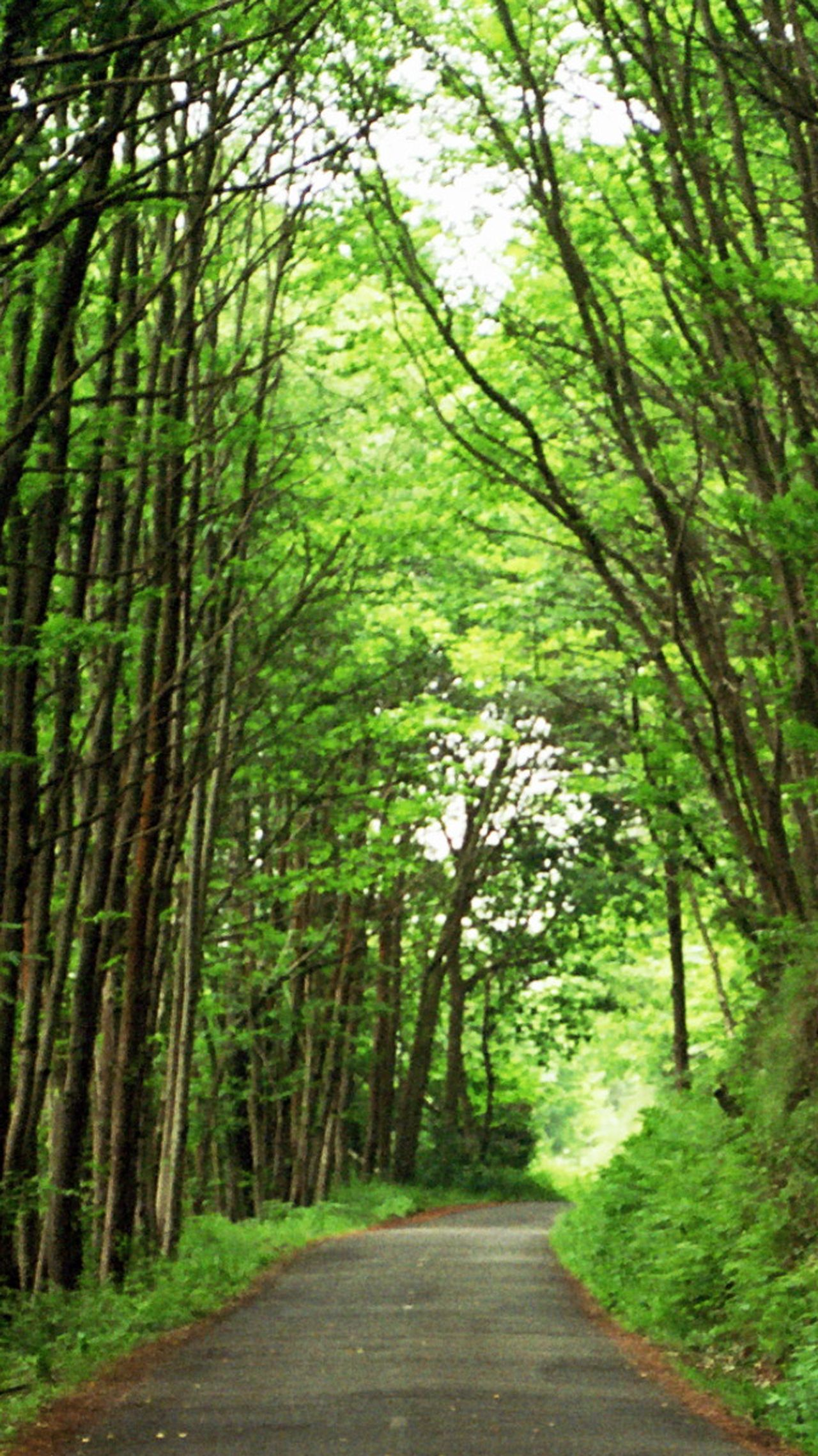
La carretera CD-2 en su tramo desde Ferreras hasta Aces en el 2000

Según el nomenclátor de 2019 la parroquia está formada por una única población:
- Aces (lugar): 59 habitantes.

No obstante, cabe señalar que dicha entidad está formada por los cinco barrios que componen la población de Aces: La Forna, La Calle, -conocida también por El Reguero-, El Suco,
El Pueblo y El Barrio o Barredo.
En un minucioso y bien pormenorizado artículo del año 2007 publicado por la Revista de Estudios Medievales Territorio, Sociedad y Poder de la Universidad de Oviedo, al cual es posible acceder siguiendo este enlace se puede ver la evolución poblacional de esta pequeña parroquia candamina, recogiéndose de un modo magistral los distintos factores que han incidido sobre ello, de manera tanto directa como indirecta, desde épocas medievales hasta la actualidad.

## Vías de comunicación

### Carreteras
La principal -y única- vía de comunicación de la parroquia es la carretera  CD-2 , que comunica Aces en sentido sursureste con la aldea de Sandiche (parroquia de Murias), donde empalma con la  AS-236 ; y desde el propio Aces, en sentido nornoroeste con la aldea de Ferreras (parroquia de San Román), donde a su vez enlaza con la  AS-38  en dirección hacia San Tirso; y tras cruzar el puente sobre el río Nalón, de nuevo se une con la  AS-236  en dirección oeste hacia Pravia y este hasta el inmediato San Román.

### Ferrocarriles
La parroquia dispone de un apeadero de la antigua línea férrea construida por la Sociedad General de Ferrocarriles Vasco Asturiana, hoy explotada por FEVE e integrada en la red de cercanías de Asturias como línea F-7, que comunica Aces con San Esteban de Pravia y Oviedo.
Gracias a esta línea ferroviaria, desde dicha parada local, la parroquia, cuenta con comunicación directa con ciudades como Ribadeo, Vivero, Ortigueira y Ferrol en Galicia; además de otros pueblos y ciudades de su propio entorno como Luarca, Pravia, Grado, Trubia, Oviedo y Gijón.
Éstas son las posibles relaciones ferroviarias con que cuenta Aces:

#### Cercanías FEVE
| Línea | Destino                        | Paradas intermedias |
| ----- | ------------------------------ | --- |
| F-7   | San Esteban de Pravia - Oviedo | Pravia (Conexión con Gijón-Cercanías) · Beifar · San Román · Aces · Sandiche · Grado · Peñaflor-Apeadero · Vega de Anzo · Santa María de Grado · Trubia · Soto Udrión · San Pedro · San Claudio · Las Mazas · Las Campas · Argañosa · Vallobín · Oviedo |

Regionales FEVE
| Línea | Destino         | Paradas intermedias |
| ----- | --------------- | --- |
| R-1   | Ferrol - Oviedo | San Juan · Virxe do Mar · Santa Icía · Alto del Castaño · Piñeiros · Ponto · Jubia · Ferrerías · Sedes · Pedroso · San Saturnino · Lamas · Apalla · Moeche · Labacengos · Entrambarrías · Cerdido · Cuqueira · Santa María de Mera · Ponte Mera · San Clodio · Senra · Ortigueira · Espasante · Loiba · Barqueiro · Vicedo · Mosende · Folgueiro · Covas · Vivero · Vivero-Apeadero · Juances · Jove-Apeadero · Jove · Lago · Bidueiros · San Ciprián · Madeiro · Burela · Cangas de Foz · Nois · Fazouro · Marzán · Foz · Barreiros · Reinante · Esteiro · Os Castros · Rinlo · Ribadeo · Vegadeo-Pueblo · Castropol · Tapia de Casariego · La Caridad · Medal · Navia · Villapedre · Luarca · Canero · San Cristóbal · Cadavedo · Tablizo · Ballota · Santa Marina · Novellana · Soto de Luiña · San Martín · La Magdalena · Cudillero · Muros de Nalón · Pravia (Conexión con Gijón-Cercanías) · Beifar · San Román · Aces · Sandiche · Grado · Peñaflor-Apeadero · Vega de Anzo · Santa María de Grado · Trubia · Soto Udrión · San Pedro · San Claudio · Las Mazas · Las Campas · Argañosa · Vallobín · Oviedo |

Toda esta amplia red ferroviaria permite una enorme movilidad con un alcance nada habitual en medios rurales.

## Fiestas y tradiciones
El primer domingo de noviembre, se celebra el tradicional amagüesto, que consiste en el reparto de castañas asadas y sidra dulce, según tradición ancestral local que ha devenido en todo un festival de interés regional que en noviembre de 2019 ya había alcanzado su edición número XXXVII, desde que en 1983 varios vecinos decidieran recoger los mejor de lo heredado de sus mayores en modo de Festival.

## Aces en la literatura y en la historia
En su libro, "Historia de Candamu-Orígenes-1500", publicado en el año 2014, sobre historia de la comarca desde la prehistoria hasta los inicios de los tiempos modernos, el prestigioso catedrático local, Francisco Javier Fernández Conde, cura párroco de las colindantes y vecinas comunidades eclesiales de San Tirso de Candamo y San Andrés de Prahúa, ahonda en muchas de sus páginas acerca del acervo aceño y las tradiciones locales que han dejado su huella en la historia de esta pequeña parroquia asturiana, con su escaso par de kilómetros de extensión, pero riquísima en vivencias y migraciones humanas.
Por su parte, la novela de ficción "Los Quince Caballeros de la Décima Orden. La Esfera de Odón." publicada en la primera década del tercer milenio, por el novel escritor local Jonathan Alwars, sitúa su campo de acción en un mundo imaginario cuyo portal de contacto con el mundo real aparece enclavado en Aces de Candamo.
También, el mismo autor, en su nueva saga "Catzhomas", hace alusión a la comarca acemina, ligada a una mágica dimensión, donde el rol protagónico recae sobre un simpático e inigualable felino de dicha naturalidad, residente en uno de sus más viejos y emblemáticos hórreos asturianos.

## Familias locales vinculadas con la historia
La familia Fernández San Miguel o de San Miguel, de la baja nobleza asturiana con presencia documentada en esta parroquia al menos desde el siglo XVII, ha dejado su impronta en Aces por varias generaciones hasta la actualidad, además de otras muchas ramificaciones salidas desde allí por migraciones y emigraciones de variadas índoles.
El caso más destacado, sin lugar a dudas, es el la familia formada por D. José Benito Fernández San Miguel y Bances, nacido en esta parroquia en 1734, quien ocupó un cargo como funcionario en la Real Renta de Salinas en Gijón, donde casó con Da. Francisca Rita de Valledor y Navia, natural de Villaviciosa y miembro de una familia de la alta sociedad dicha época. La pareja tuvo descendencia de 10 hijos, entre quienes destaca en primer lugar D. Evaristo Fernández San Miguel, quien llegara a ser Duque de San Miguel, mano derecha de la Reina Isabel II, o sus hermanos Juan Nepomuceno y Santos Manuel Fernández de San Miguel y Valledor.
Juan Nepomuceno ocupó los cargos de Abogado de los Reales Consejos y catedrático de Canónico en la Real Universidad de Oviedo, Ministro del Tribunal Supremo de Justicia.

Por su parte, Santos llegó a ser Caballero Gran Cruz de las órdenes militares de San Fernando y San Hermenegildo y de la Americana de Isabel la Católica, director general de Ingenieros, teniente general de los ejércitos nacionales, capitán general de Galicia y de Castilla la Vieja, Ministro del Supremo Tribunal de Guerra y Marina y senador del Reino.
Los nombres de ellos y de algunos/as de sus hermanos/as, figuran entre los padrinos o madrinas de bautizos y/o bodas de sus primos y familias amigas de la Parroquia de Santiago el Menor de Aces hacia principios del siglo XIX, debido a las estancias de toda la familia gijonesa en la casa solariega de los San Miguel en lo más alto del Pueblo de Aces, hoy lamentablemente en ruinas.
Estos y otros muchos datos están muy bien tratados y mucho más profusamente desarrollados por D. Honorio Feito en su magnífico libro de 1995 sobre Evaristo San Miguel que incluimos entre las bibliografías abajo citadas.

## Galería

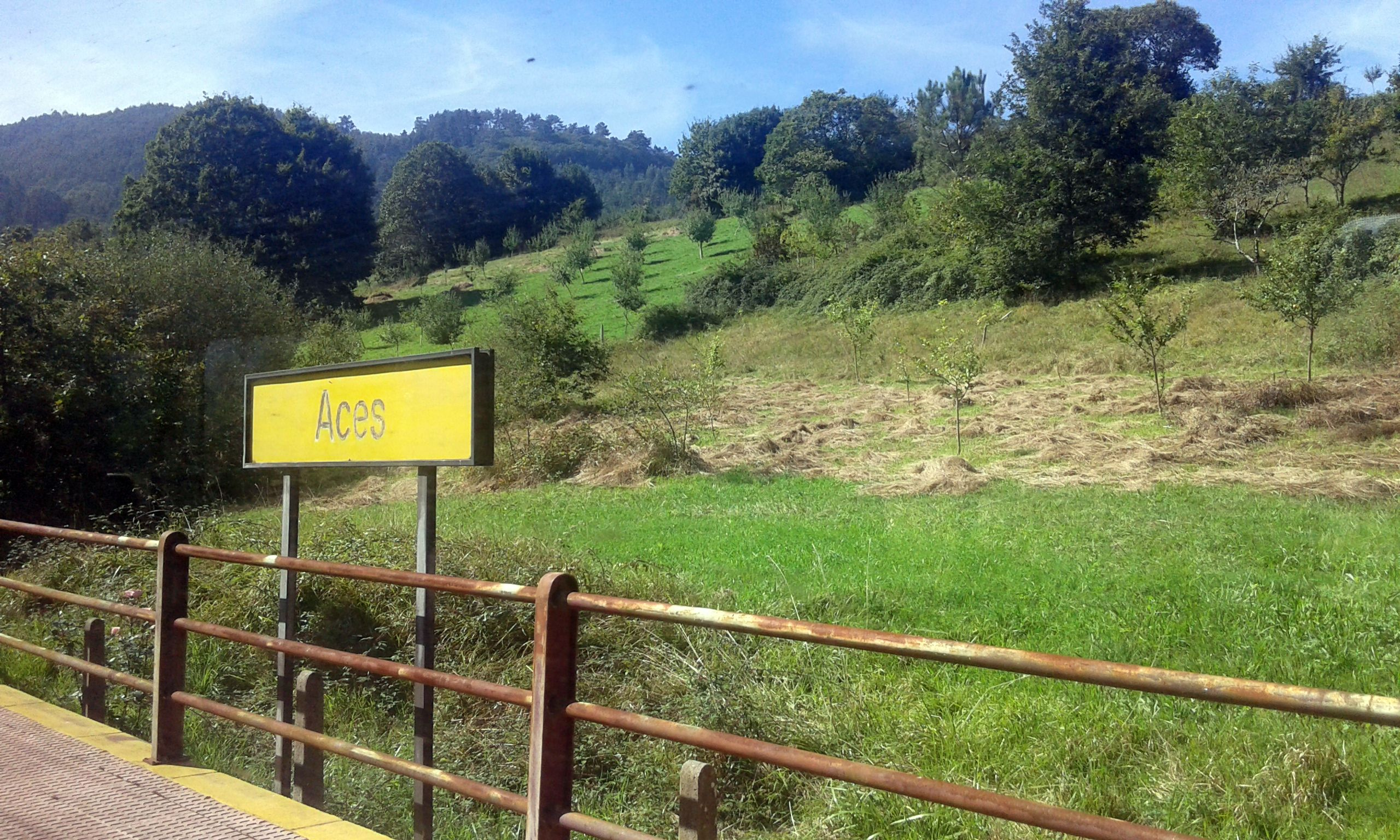
Apeadero del FEVE en Aces de Candamo con su fértil pradera como verde telón del fondo.
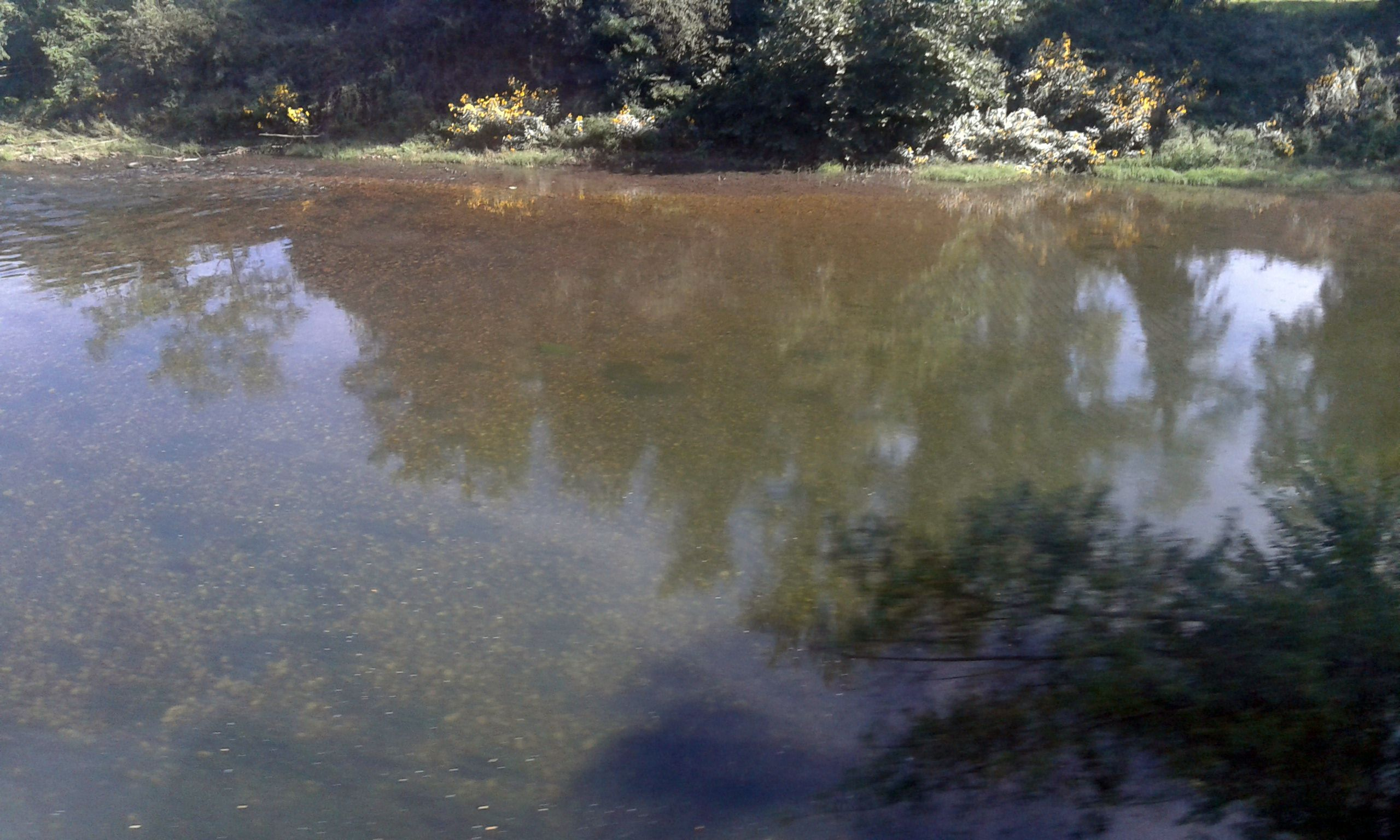
El Nalón a su paso por Aces y su margen opuesta hacia Grullos.
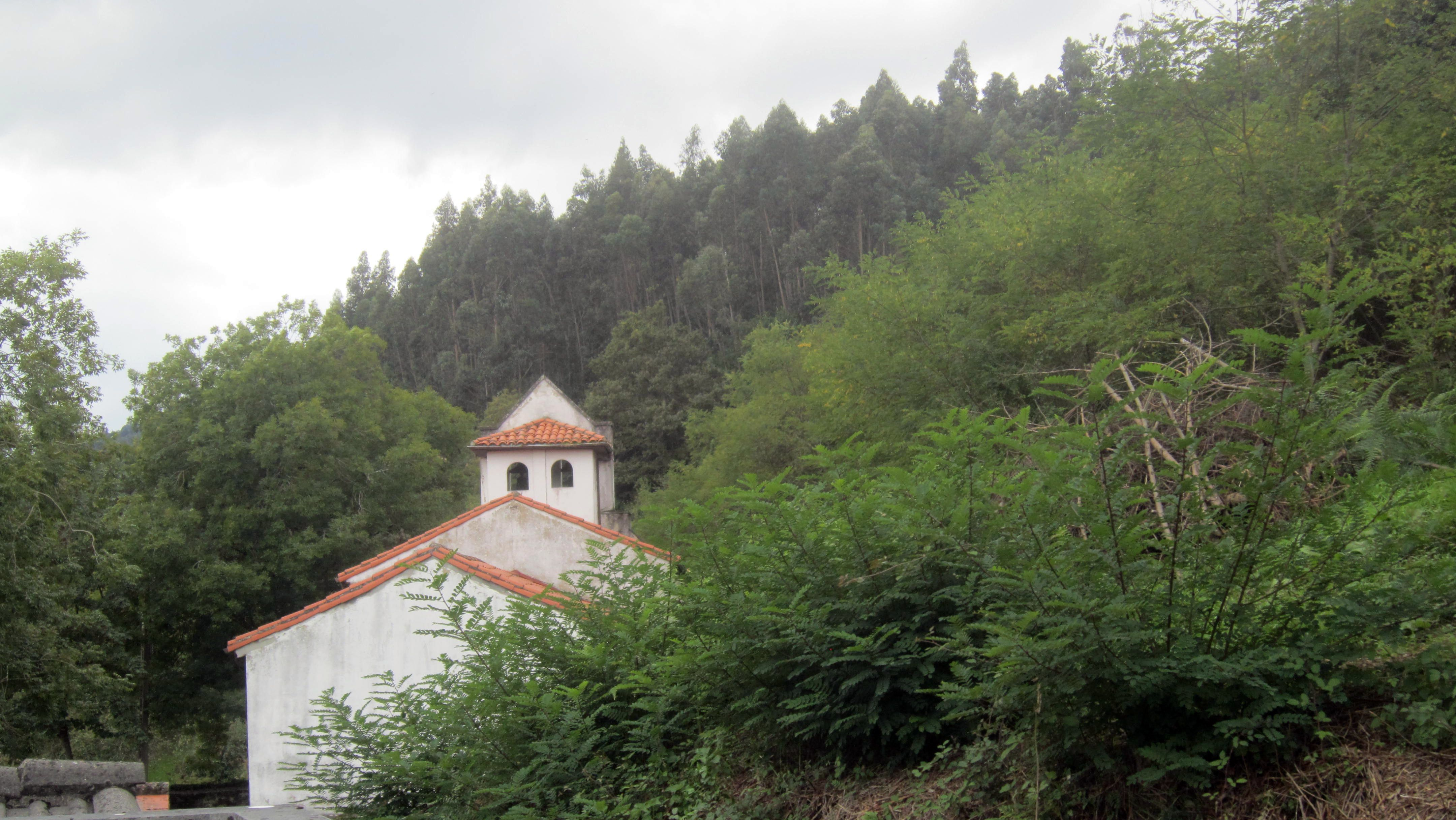
Templo de Santiago de Aces visto desde el fondo del cementerio parroquial.
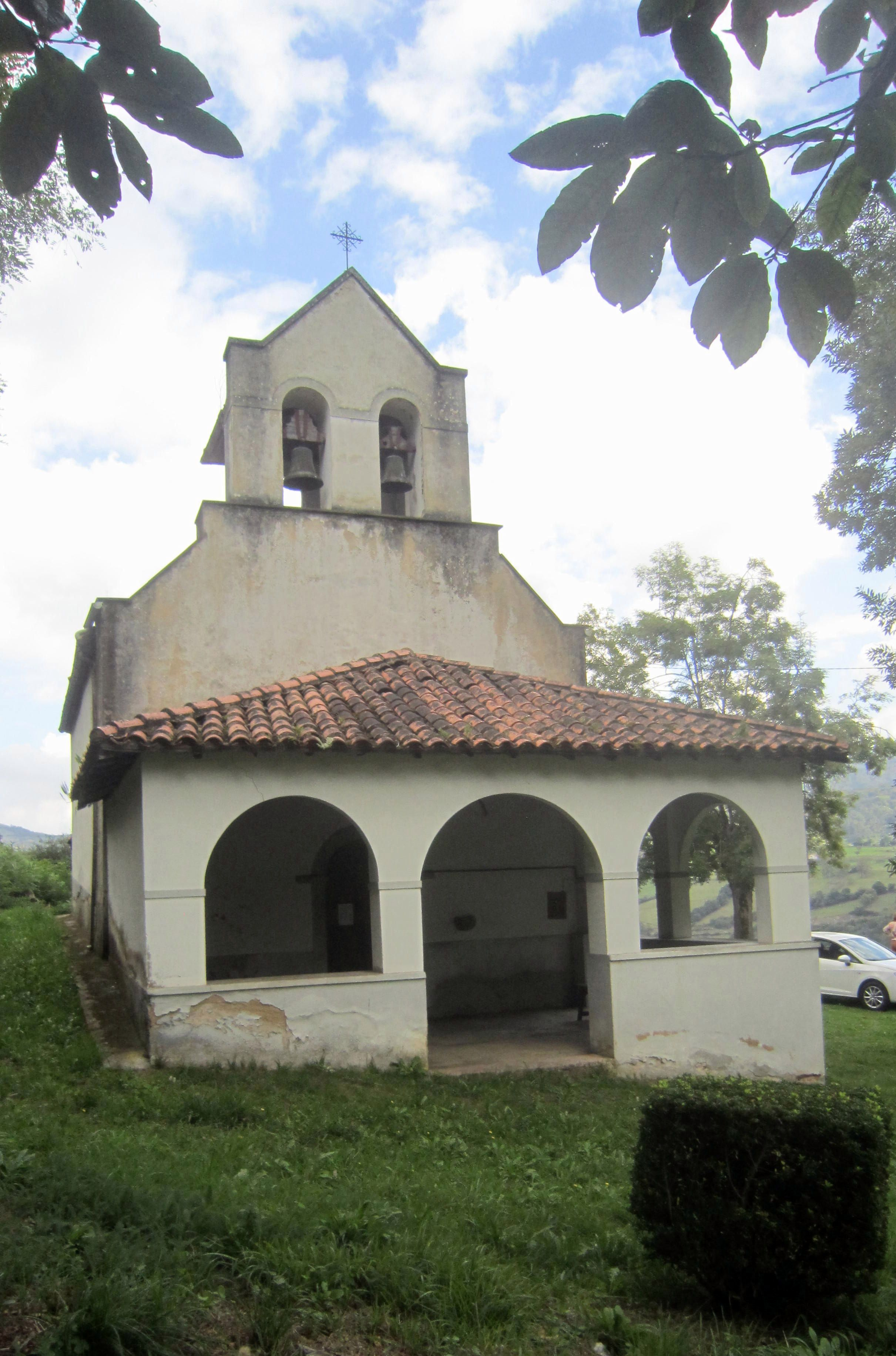
Vista frontal de la parroquia de Santiago el Menor de Aces de Candamo.
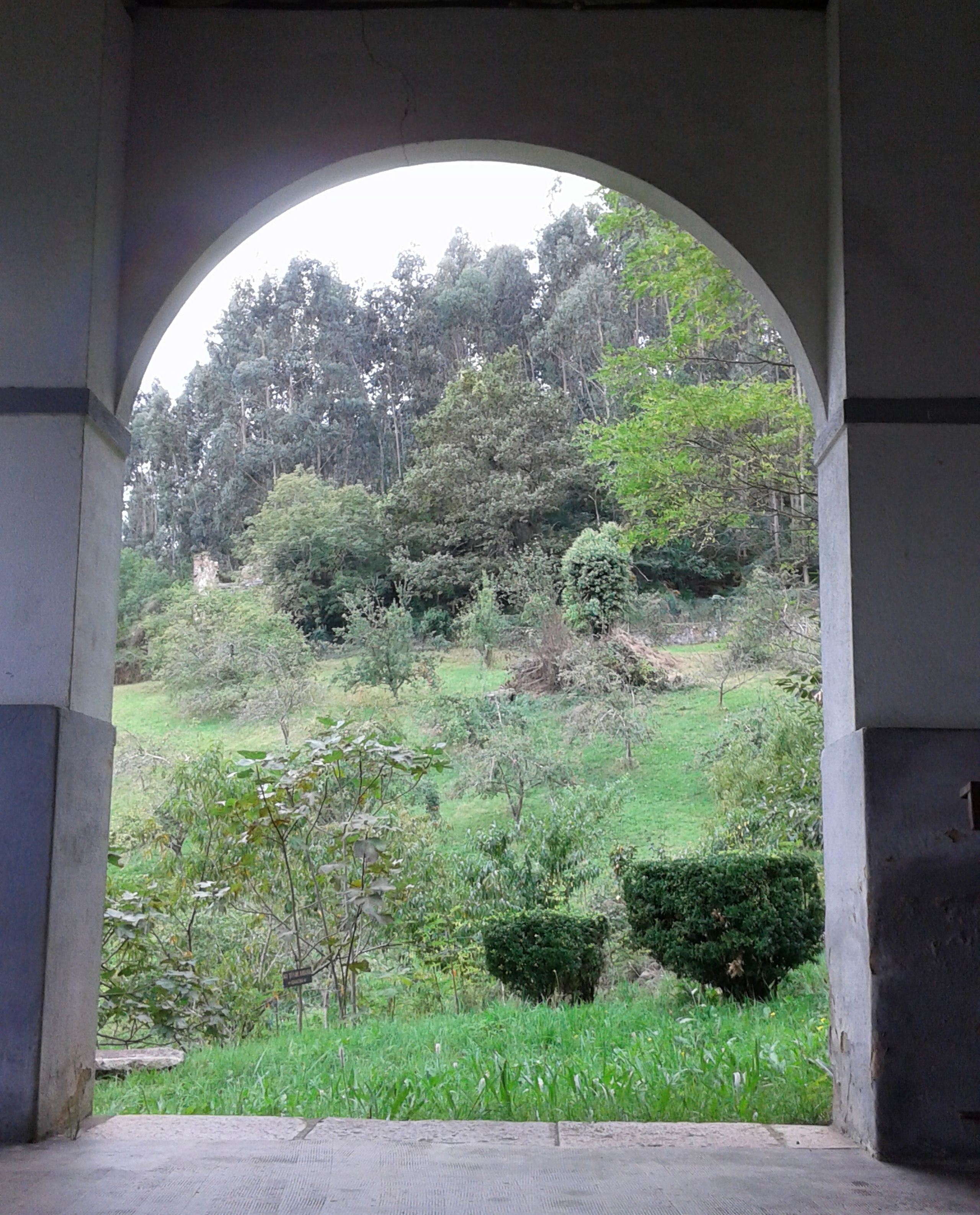
Ruinas de "La Casona" solariega de familia San Miguel desde el porche del templo de Aces
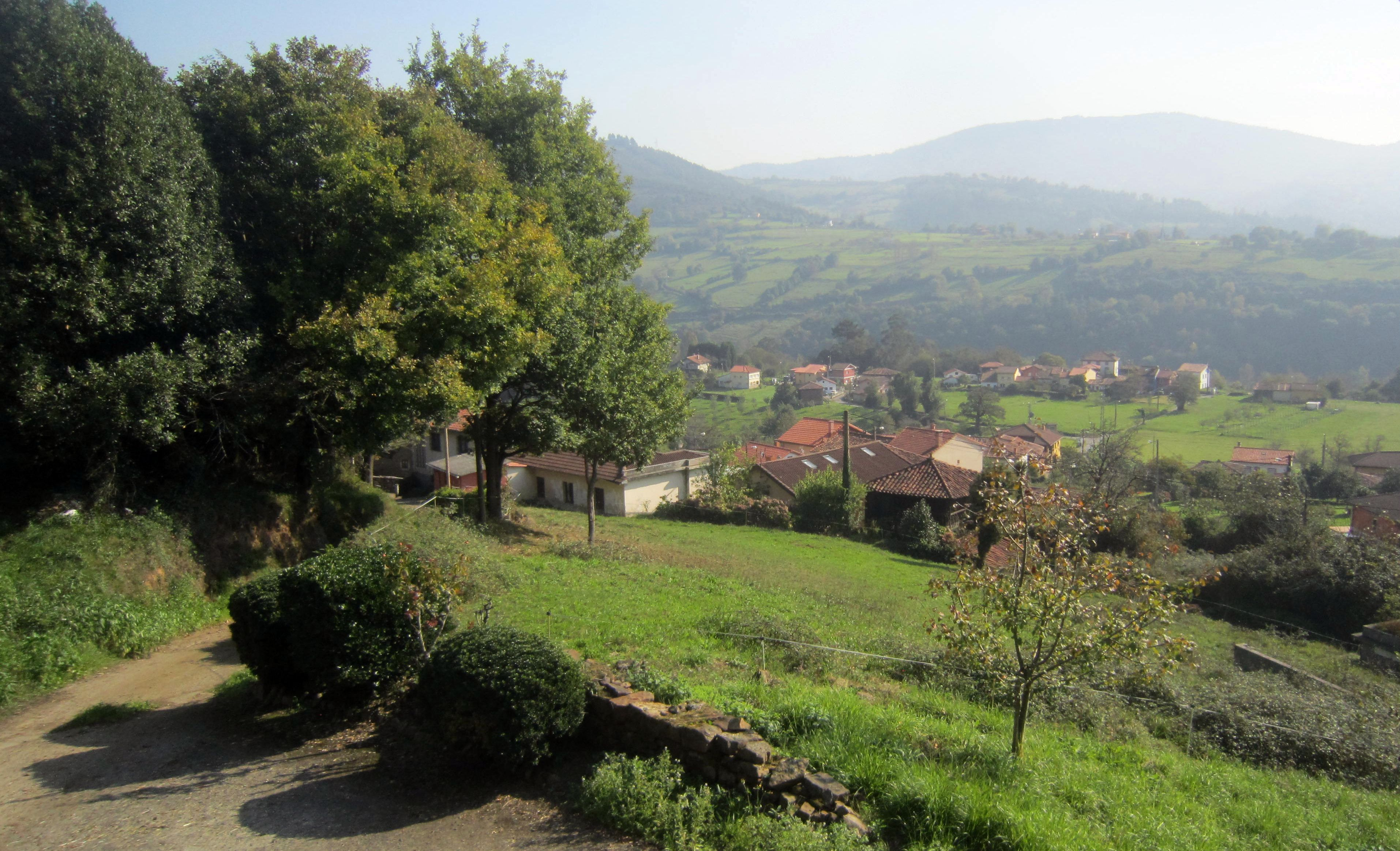
Paisaje de Aces visto desde la bajada de la Iglesia en una mañana otoñal.